# Pelmatozoa
Los pelmatozoos (Pelmatozoa) son un subfilo del filo equinodermos, provistos de un pedúnculo, al menos en estado larvario, con la boca situada en el mismo lado que el ano. Comprende animales marinos sésiles o pedunculados que, a diferencia del subfilo eleuterozoos, no se desplazan o lo hacen de manera muy limitada.
Actualmente solo incluye una única clase con representantes vivos, los crinoideos (Crinoidea), que representan los equinodermos más primitivos; se conocen vulgarmente como lirios de mar, y comprende unas 650 especies vivientes.
Subfilo Pelmatozoa
Clase Blastoidea (extinto)
Clase Crinoidea
Clase Cystoidea (extinto)
Clase Eocrinoidea (extinto)
Clase Paracrinoidea (extinto)
Clase Rhombifera (extinto)
- Datos: Q734991
- Especies: Pelmatozoa